# فرودگاه کواتلیک
فرودگاه کواتلیک  (به انگلیسی: Kotlik Airport) یک فرودگاه همگانی با کد یاتا KOT است که یک باند فرود شن دارد و طول باند آن ۱۳۴۸ متر است. این فرودگاه در کشور ایالات متحده آمریکا قرار دارد و در ارتفاع ۵ متری از سطح دریا واقع شده است.